# Atheris acuminata
Espèce
Atheris acuminata est une espèce de serpents de la famille des Viperidae. 

## Répartition
Cette espèce est endémique de l'Ouest de l'Ouganda.

## Publication originale
- Broadley, 1998 : A review of the genus Atheris Cope (Serpentes: Viperidae), with the description of a new species from Uganda. Herpetological Journal, vol. 8, p. 117-135.